# La Gazette de Berlin
La Gazette de Berlin (Берлинская газета) — уникальная газета на французском языке, выходящая каждые полмесяца в Германии. Издаётся Рэжис Прэзан-Грио (Régis Présent-Griot). Потенциальная аудитория 400000 франкофонов в Германии. Первый номер был выпущен 1 июня 2006. Одна из страниц (Die Gazette) публикуется на немецком языке. Редакционный офис находится в Берлине (Prenzlauer Berg). La Gazette de Berlin распространяется в Берлине, Гамбурге, Мюнхене, Франкфурте-на-Майне, Кёльне, Дюссельдорфе и Бонне.
В 2006 году получила почётную премию Луизы Вайс европейской журналистики.